# Noruega en los Juegos Paralímpicos de Albertville 1992
Noruega estuvo representada en los Juegos Paralímpicos de Albertville 1992 por un total de 23 deportistas, 19 hombres y cuatro mujeres.

## Medallistas
El equipo paralímpico noruego obtuvo las siguientes medallas:
| Nombre                                                        | Deporte        | Evento                                   |
| ------------------------------------------------------------- | -------------- | ---------------------------------------- |
| Oro                                                           |                |                                          |
| Ragnhild Myklebust                                            | Esquí de fondo | 2,5 km distancia corta LW10-11 femenino  |
| Ragnhild Myklebust                                            | Esquí de fondo | 5 km distancia larga LW10-11 femenino    |
| Svein Tore Fauskerud                                          | Esquí de fondo | 5 km distancia corta LW2,4 masculino     |
| Rolf Einar Pedersen Terje Johansen Knut Lundstrøm             | Esquí de fondo | 3 × 2,5 km LW10-11 masculino             |
| Svein Lilleberg Svein Tore Fauskerud Terje Gruer Åge Jønsberg | Esquí de fondo | 4 × 5 km LW2-9 masculino                 |
| Plata                                                         |                |                                          |
| Siw Kristin Vestengen                                         | Esquí de fondo | 5 km distancia corta LW2-9 femenino      |
| Svein Lilleberg                                               | Esquí de fondo | 5 km distancia corta LW2,4 masculino     |
| Terje Gruer                                                   | Esquí de fondo | 5 km distancia corta LW3,5/7,9 masculino |
| Knut Lundstrøm                                                | Esquí de fondo | 10 km distancia larga LW11 masculino     |
| Åge Jønsberg                                                  | Esquí de fondo | 20 km distancia larga LW2,4 masculino    |
| Bronce                                                        |                |                                          |
| Renate Hjortland                                              | Esquí alpino   | Supergigante LW3,4,9 femenino            |
| Siw Kristin Vestengen                                         | Esquí de fondo | 10 km distancia larga LW2-9 femenino     |
| Åge Jønsberg                                                  | Esquí de fondo | 5 km distancia corta LW2,4 masculino     |
| Knut Lundstrøm                                                | Esquí de fondo | 5 km distancia corta LW11 masculino      |